# Ursula Hamenstädt
Ursula Hamenstädt (15 de janeiro de 1961) é uma matemática alemã, professora da Universidade de Bonn. Seu assunto primário de pesquisas é geometria diferencial.

## Educação e carreira
Hamenstädt obteve um doutorado na Universidade de Bonn em 1986, orientada por Wilhelm Klingenberg. Sua tese, Zur Theorie der Carnot-Caratheodory Metriken und ihren Anwendungen [The theory of Carnot–Caratheodory metrics and their applications], lidou com a teoria de variedade subriemanniana.
Após completar o doutorado foi Miller Research Fellow na Universidade da Califórnia em Berkeley e depois professora assistente no Instituto de Tecnologia da Califórnia, antes de retornar para a Universidade de Bonn como professora em 1990.

## Honrarias
Participou do primeiro Congresso Europeu de Matemática em Paris (1992: Harmonic Measures for Leafwise Elliptic Operators Along Foliations). Hamenstädt foi palestrante convidada do Congresso Internacional de Matemáticos em Hyderabad (2010: Actions of the mapping class group). Em 2012 foi eleita para a Academia Leopoldina, e no mesmo ano foi fellow inaugural da American Mathematical Society. Apresentou a Emmy Noether Lecture da Associação dos Matemáticos da Alemanha em 2017 (Dynamics on the moduli space of abelian differentials).

## Publicações selecionadas
- Hamenstädt, Ursula (2008). «Geometry of the mapping class groups I: Boundary amenability». Inventiones Mathematicae (em inglês). 175 (3): 545–609. Bibcode:2009InMat.175..545H. ISSN 0020-9910. arXiv:math/0510116. doi:10.1007/s00222-008-0158-2
- Hamenstädt, Ursula (1989). «A new description of the Bowen–Margulis measure». Ergodic Theory and Dynamical Systems. 9 (3): 455–464. ISSN 1469-4417. doi:10.1017/S0143385700005095
- Hamenstädt, Ursula (1990). «Some regularity theorems for Carnot–Carathéodory metrics». Journal of Differential Geometry (em inglês). 32 (3): 819–850. ISSN 0022-040X